# 伊格纳季·诺维科夫
伊格纳季·特罗菲莫维奇·诺维科夫（俄语：Игна́тий Трофи́мович Но́виков，1906年12月20日（1907年1月2日）—1993年12月25日）是第聂伯罗彼得罗夫斯克帮成员，乌克兰共产党审计委员会成员、苏联电站建设部长、能源和苏联电气化部长、苏联国家建设委员会主席。